# 江源波
江源波（1972年—），广东茂名人，汉族，中华人民共和国政治人物、第十二届全国人民代表大会广东地区代表。
毕业于中央党校经济管理专业。加入中国共产党。2013年，担任全国人大代表。